# Kélian Nsona
Kélian Nsona Wa Saka né le 11 mai 2002 à Ivry-sur-Seine en France, est un footballeur français qui évolue au poste d'ailier gauche au Casa Pia AC.

## Biographie

### En club
Né à Ivry-sur-Seine en France, Kélian Nsona commence le football à l'âge de sept dans le club local de l'US Ivry, et pratique également le taekwondo avant de se concentrer sur le football. Il passe ensuite par le Paris FC avant de rejoindre en 2017 le centre de formation du SM Caen. Le 4 septembre 2019, à seulement 17 ans, il signe son premier contrat professionnel avec Caen, d'une durée de trois ans,.
Il fait sa première apparition en professionnel le 16 novembre 2019, à l'occasion d'une rencontre de Coupe de France face à l'ASI Mûrs-Erigné. Il entre en jeu dans un match que son équipe remporte largement par six buts à zéro.
En juillet 2021, lors des matchs amicaux de présaison, Nsona se blesse gravement, victime d'une rupture des ligaments croisés du genou, il est absent pour de longs mois.
Le 31 janvier 2022, il s'engage au Hertha Berlin jusqu'en 2026. Au cours de l'été 2022, il subit une nouvelle blessure au genou. Des examens ultérieurs révèlent, plus tard dans l'année, que son cartilage a été affecté. Après plusieurs mois de convalescence, il effectue ses premiers pas avec l'équipe réserve du Hertha Berlin en quatrième division, le 1er septembre 2023. Au cours des mois suivants, il participe régulièrement aux matchs avec l'équipe réserve, sans toutefois être sélectionné pour participer aux rencontres de la 2. Bundesliga.
Le 9 février 2024 il est prêté au MŠK Žilina jusqu'à la fin de la saison. Le jour de son arrivée, il fait ses débuts dans le championnat slovaque contre le Slovan Bratislava. Au fil des mois, il multiplie les apparitions en jeu, alternant avec quelques matchs au sein de l'équipe réserve évoluant en deuxième division.
Le 1er août 2024, Nsona est prêté pour une saison sans option d'achat au FC Emmen en deuxième division néerlandaise.

### En sélection
En mai 2019, il est sélectionné afin de participer au championnat d'Europe des moins de 17 ans 2019 qui se déroule en Irlande. Lors de cette compétition, il joue quatre matchs. Il se met en évidence en inscrivant un but et délivrant une passe décisive pour Adil Aouchiche en quarts de finale contre la Tchéquie (victoire 6-1 de la France). La France s'incline en demi-finale face à l'Italie.

## Statistiques
| Saison                | Club                  | Championnat           | Championnat | Championnat | Championnat | Coupe(s) nationale(s) | Coupe(s) nationale(s) | Coupe(s) nationale(s) | Total | Total | Total |
| Saison                | Club                  | Division              | M.          | B.          | P.d.        | M.                    | B.                    | P.d.                  | M.    | B.    | P.d.  |
| 2019-2020             | SM Caen               | Ligue 2               | 5           | 0           | 0           | 2                     | 0                     | 0                     | 7     | 0     | 0     |
| 2020-2021             | SM Caen               | Ligue 2               | 29          | 2           | 0           | -                     | -                     | -                     | 29    | 2     | 0     |
| 2021-2022             | SM Caen               | Ligue 2               | -           | -           | -           | -                     | -                     | -                     | 0     | 0     | 0     |
| Sous-total            | Sous-total            | Sous-total            | 34          | 2           | 0           | 2                     | 0                     | 0                     | 36    | 2     | 0     |
| 2021-2022             | Hertha Berlin         | Bundesliga            | -           | -           | -           | -                     | -                     | -                     | 0     | 0     | 0     |
| 2022-2023             | Hertha Berlin         | Bundesliga            | -           | -           | -           | -                     | -                     | -                     | 0     | 0     | 0     |
| 2023-2024             | Hertha Berlin         | 2. Bundesliga         | -           | -           | -           | -                     | -                     | -                     | 0     | 0     | 0     |
| Sous-total            | Sous-total            | Sous-total            | -           | -           | -           | -                     | -                     | -                     | 0     | 0     | 0     |
| 2023-2024             | MŠK Žilina (prêt)     | Superliga             | 8           | 0           | 0           | 1                     | 0                     | 0                     | 9     | 0     | 0     |
| 2024-2025             | FC Emmen (prêt)       | Eerste Divisie        | 38          | 13          | 5           | 1                     | 0                     | 0                     | 39    | 13    | 5     |
| Sous-total            | Sous-total            | Sous-total            | 46          | 13          | 5           | 2                     | 0                     | 0                     | 48    | 13    | 5     |
| Total sur la carrière | Total sur la carrière | Total sur la carrière | 80          | 15          | 5           | 4                     | 0                     | 0                     | 84    | 15    | 5     |